# NGC 4563
NGC 4563 este o galaxie spirală situată în constelația Părul Berenicei. A fost descoperită în 13 aprilie 1864 de către Heinrich Louis d'Arrest.